# Субуріто

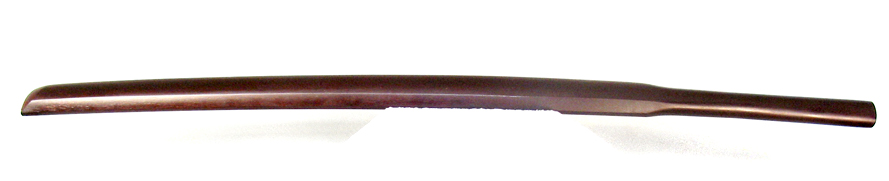
Субуріто

Субуріто (яп. 素振り刀) — дерев'яний макет боккен для відпрацювання базових фехтувальних рухів (Субури) — своєрідна «гантель» фехтувальника. Він важче (близько 1 кг) і довший (116—118 см, рукоятка — 34-36 см, лезо 82-85 см) звичайного боккен, центр тяжіння знаходиться далі від рукоятки, має розширення в області клинка. Виготовляється з твердих порід дерева (дуб, бук, ясен, біла акація).
Постійна практика з «субуріто» зміцнює як руки від кистей до плечей, так і все тіло, і допомагає освоїти правильну структуру руху, що дуже важливо для практикуючих як фехтування, так і айкідо. Але новачкам не рекомендується його використовувати, бо це завадить формуванню правильних рухів.